# 927 Ratisbona
927 Ratisbona је астероид. Приближан пречник астероида је 67,57 , 
а средња удаљеност астероида од Сунца износи 3,238 астрономских јединица (АЈ). 
Инклинација (нагиб) орбите у односу на раван еклиптике је 14,561 степени, а орбитални период износи 2128,793 дана (5,828 година). Ексцентрицитет орбите астероида износи 0,081. 
Апсолутна магнитуда астероида износи 9,54 а геометријски албедо 0,059.
Астероид је откривен 16. фебруара 1920. године.